# Ahondroplazija
Ahondroplazija je prirojena bolezen, ki prizadene rast kosti in povzroča pritlikavost. Hrustanec, ki povezuje vsako kost z epifizo (rastnim predelom na koncu kosti), prehitro zakosteni in ovira nadaljnjo rast uda, večina drugih kosti pa lahko normalno raste naprej. Prizadeti imajo normalno razvit trup in normalno veliko glavo, le udi so malo krajši in bolj čvrsti, pa tudi čelo je lahko malo bolj izbočeno.

## Vzroki
Večina ahondroplastikov (80 %) so otroci staršev normalne rasti. Motnja se pojavi zaradi mutacije gena za receptor rastnega dejavnika fibroblastov. Mutirani gen se izraža dominantno: otroci, ki imajo enega od staršev z ahondroplazijo, imajo 50 % možnosti, da sami postanejo ahondroplastiki.

## Simptomi
Po navadi že kakšno leto dni po rojstvu opazijo, če je otrok ahondroplastik: vidna je zavrta rast udov v primerjavi z glavo. Rast udov se ustavi že v otroštvu, zdravljenje pa ne pomaga videzu prizadetega. Inteligenca in spolni razvoj nista prizadeta in življenjska doba je skoraj normalna.